# Fuentidueña
Fuentidueña – gmina w Hiszpanii, w prowincji Segowia, w Kastylii i León, o powierzchni 50,55 km². W 2011 roku gmina liczyła 109 mieszkańców.